# St. Peter (Schönbrunn)

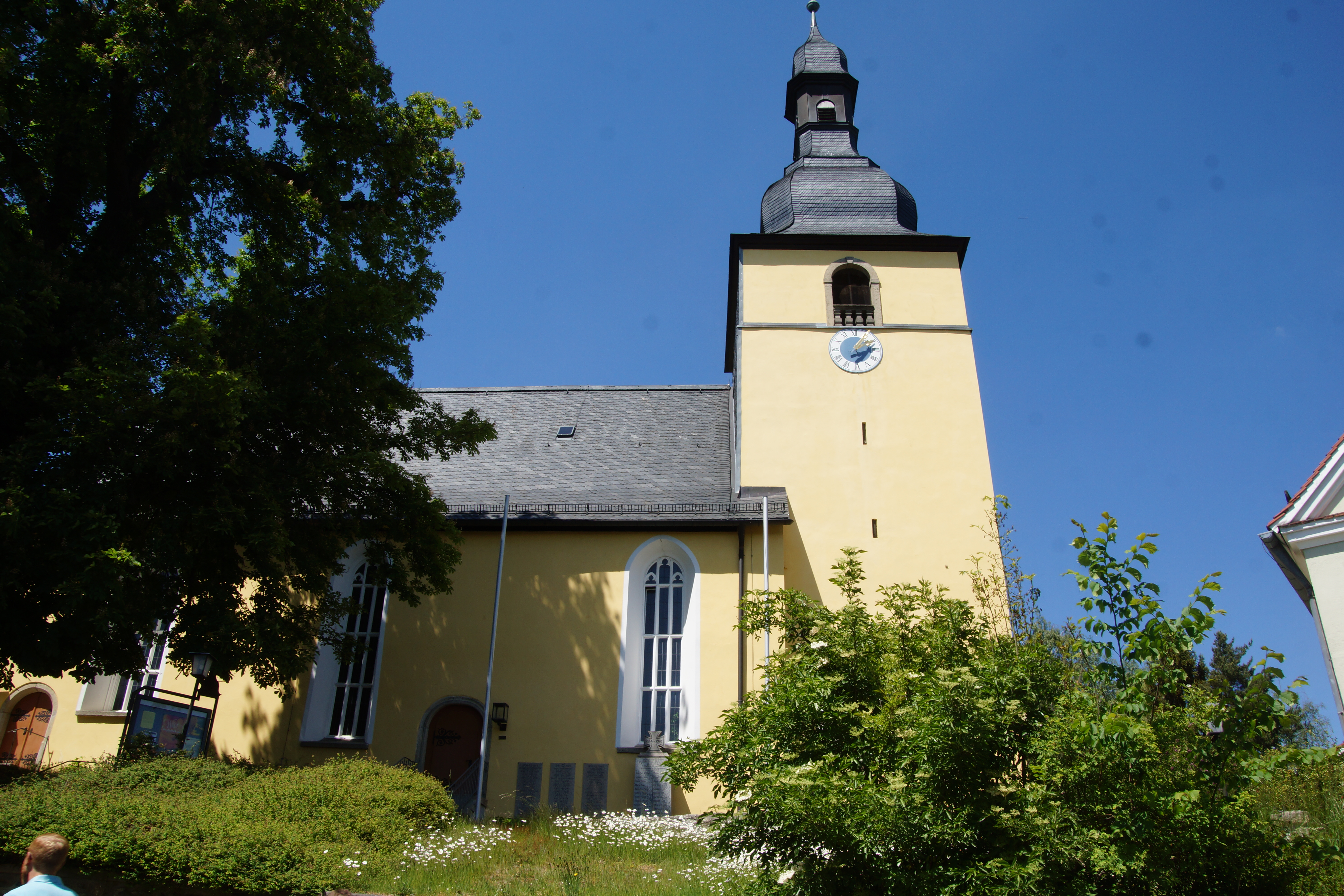
St. Peter (Schönbrunn-Wunsiedel)

Die denkmalgeschützte, evangelisch-lutherische Pfarrkirche St. Peter steht in Schönbrunn, einem Gemeindeteil der Kreisstadt Wunsiedel im Landkreis Wunsiedel im Fichtelgebirge (Oberfranken, Bayern). Die Kirche ist unter der Denkmalnummer D-4-79-169-239 als Baudenkmal in der Bayerischen Denkmalliste eingetragen. Die Kirchengemeinde gehört zum Dekanat Wunsiedel im Kirchenkreis Bayreuth der Evangelisch-Lutherischen Kirche in Bayern.

## Beschreibung
Die Saalkirche wurde 1616–1620 nach Norden, in Richtung des Friedhofs, erweitert. An den im Kern spätromanischen, später mit einer Welschen Haube bedeckten Chorturm wurde 1709 das Langhaus mit dreiseitigem Schluss nach Westen angebaut. Zur Kirchenausstattung gehören der 1671 gebaute Altar und die mit Intarsien verzierte Kanzel, die um 1620 aufgestellt wurde. Bei der Renovierung von 1956 wurden die Emporen im Süden und die obere der beiden Emporen im Norden beseitigt. Im Chor, d. h. dem Erdgeschoss des Chorturms, der mit einem Tonnengewölbe überspannt ist, wurden Wandmalereien aus dem 15. Jahrhundert freigelegt. Die Orgel mit 11 Registern, einem Manual und einem Pedal wurde 1826 von den beiden Söhnen von  Friedrich Heidenreich gebaut.